# 第9回全国中等学校ラグビーフットボール大会
第9回全国中等学校ラグビーフットボール大会（だい9かいぜんこくちゅうとうがっこうラグビーフットボールたいかい）は、1926年（大正15年）1月に、兵庫県西宮市の阪神甲子園球場で開催された、旧制中学校・実業学校を対象としたラグビーの競技大会である。

## 概要
この大会からラグビー単独で試合が行われた。また外地の学校が初めて参加した大会でもある。

## 参加校
- 早稲田実業中学校（東京都）(初出場)
- 慶應義塾普通部（東京都）(5年ぶり2回目)[1]。
- 京都市立第一商業学校（京都府）(9年連続9回目)
- 同志社中学校[2]（京都府）(8年連続8回目)
- 大阪府立天王寺中学校（大阪府）(2年連続2回目)
- 福岡県立福岡中学校（福岡県）(初出場)
- 南満州工業専門学校（外地）[3](初出場)

## 試合結果

### 1回戦
- 早実0-20 南満工
- 福岡中0-21 天王寺中
- 慶応普通部6-15 京一商

### 準決勝
- 南満工 17-0天王寺中
- 同志社中 13-3京一商

### 決勝
同志社中が2年ぶり6回目の優勝を果たした。
- 同志社中 6-3南満工